# Dendrochilum magnum
Dendrochilum magnum é uma espécie de orquídea (Orchidaceae) do Sudeste Asiático.